# 阿曼达·奥弗兰
阿曼达·奥弗兰（英語：Amanda Overland，1981年8月30日—），加拿大女子短道速滑运动员。她曾代表加拿大参加2006年冬季奥林匹克运动会短道速滑比赛，获得一枚银牌。